# Thạch Quỳ
Nhà thơ Thạch Quỳ tên thật là Vương Đình Huấn, sinh năm 1941 tại thôn Đông Bích, tổng Thuần Trung, huyện Lương Sơn, tỉnh Nghệ An, nay là thôn Đông Bích, xã Trung Sơn, huyện Đô Lương, tỉnh Nghệ An. Thân phụ là người thông thạo Hán học, thân mẫu tuy không biết chữ nhưng lại thông thuộc nhiều ca dao, tục ngữ, truyện Kiều... 
Năm 1960, ông học ngành Sư phạm Toán tại trường Đại học Vinh, cùng năm này, ông có bài thơ đầu tiên được đăng trên tạp chí Văn nghệ quân đội có tựa "Mà thương cũng nhiều".
Sau khi tốt nghiệp đại học, ông có một thời gian làm giáo viên Toán cấp 3 tại Nghệ An sau đó công tác tại Hội Văn học Nghệ thuật Nghệ An, ông là Hội viên Hội Nhà văn Việt Nam.

## Giải thưởng
Ông được nhiều giải thưởng của báo Văn nghệ, Tạp chí Văn nghệ Quân đội, Giải thưởng Hồ Xuân Hương (tỉnh Nghệ An).

## Tác phẩm
CÁC TẬP THƠ:
- Sao và đất (1967)
- Tảng đá nhành cây (1973)
- Điệu hát nguồn sống và đất (1978).
- Nguồn gốc cơn mưa (1978)
- Cuối cùng vẫn một mình em (1986)
- Đêm Giáng sinh (năm 1990)
- Bức tường (2009).

NHỮNG BÀI THƠ NỔI TIẾNG:
- Với con:

Là tác phẩm ông viết năm, được đăng trên báo Văn nghệ năm 1980 trên trang dành cho thiếu nhi. Bài thơ đã được đón nhận nồng nhiệt nhưng cũng để lại cho ông nhiều tai tiếng, thậm chí có người nghi ngờ thái độ chính trị của ông qua bài thơ đến nỗi Xuân Diệu phải thay mặt Hội Nhà văn vào Nghệ An giải thích.
Bài thơ có những câu như:
Con ơi con, trái đất thì tròn 
Mặt trăng sáng cũng tròn như đĩa mật
Tất cả đấy đều là sự thật
Nhưng cái bánh đa vừng tròn, điều đó thật hơn!
Vì thế những lời cha dặn dò
Cũng chưa hẳn là điều đúng nhất
Cha mong con lớn lên chân thật
Yêu mọi người như cha đã yêu con
- Đợi em ngày giáp tết:

Đây là bài thơ viết về tình yêu của ông, có những vần thơ rất đặc sắc
Trời đã tết. Khói xanh mờ bụi nước
Góc vườn con, hoa mận đã đơm khuy
Lòng như đất lặng thầm mơ dấu guốc
Cỏ thanh thiên hoa trắng đợi em về

## Đánh giá về Thạch Quỳ
- Thạch Quỳ là nhà thơ rất nhạy bén trong việc nắm bắt thông tin và chóng vánh tìm ra ngay bản chất đối tượng. Anh làm thơ hoàn toàn bằng mẫn cảm thiên phú. Thơ Thạch Quỳ là thứ thơ có phần nhỉnh hơn mọi lý thuyết về thơ (Thái Doãn Hiếu, Thi nhân Việt Nam hiện đại).
- Thạch Quỳ: Ông đồ gàn xứ Nghệ (Võ Văn Trực).